# Заріччя (Луцький район)
Заріччя — село в Україні, у Колківській селищній громаді Луцького району Волинської області. Населення становить 373 особи (2001).

## Географія
Село розташоване за 74 км від обласного центру, на лівому березі річки Кормин. Найближча залізнична станція Рафалівка (за 27 км).

## Історія
Село засновано 1577 року.
У 1906 році село Колківської волості Луцького повіту Волинської губернії. Відстань від повітового міста складала 68 верст, від волості 20 верст. Налічувалося 46 домогосподарств та 334 мешканців.
12 червня 2020 року, відповідно до розпорядження Кабінету Міністрів України № 708-р «Про визначення адміністративних центрів та затвердження територій територіальних громад Волинської області», село увійшло у склад Колківської селищної громади.
19 липня 2020 року, в результаті адміністративно-територіальної реформи та ліквідації Маневицького району, село увійшло до складу Луцького району.

## Населення
Згідно з переписом УРСР 1989 року чисельність наявного населення села становила 428 осіб, з яких 207 чоловіків та 221 жінка.
За переписом населення України 2001 року в селі мешкали 373 особи 100 % населення вказало своєю рідною мовою українську мову.